# Gabriel Bernardino

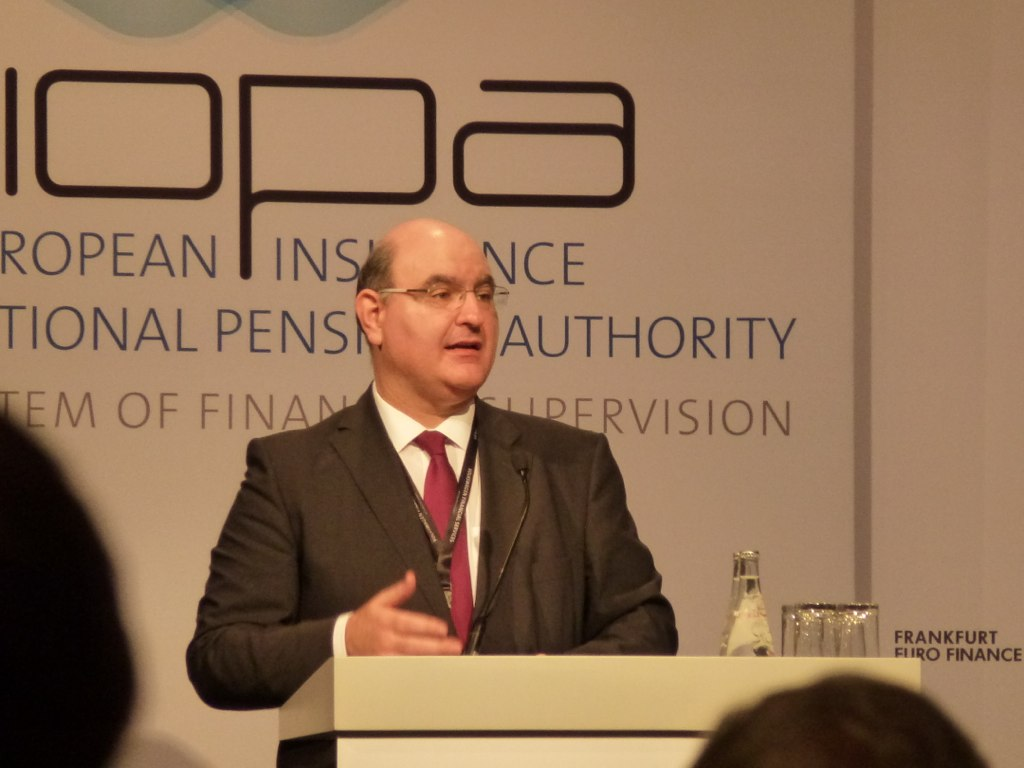
Gabriel Bernardino

Gabriel Rodrigo Ribeiro Tavares Bernardino (* 1964 in Lissabon) ist ein portugiesischer Mathematiker. Im Januar 2011 wurde er zum ersten Vorsitzenden der neu geschaffenen Europäischen Aufsichtsbehörde für das Versicherungswesen und die betriebliche Altersversorgung (EIOPA) gewählt, nach einer zwischenzeitlichen Wiederwahl hatte er das Amt bis Ende Februar 2021 inne.

## Beruflicher Werdegang
Bernardino studierte an der Universidade Nova de Lisboa, wo er jeweils mit einem Master of Science in angewandter Mathematik sowie Statistik und Optimierung graduierte.
Bernardino arbeitete anschließend für die portugiesische Versicherungsaufsichtsbehörde ISP. Dabei trat er insbesondere im Rahmen der Erarbeitung und Konsultationen zu Solvabilität II in Erscheinung. Während der portugiesischen EU-Ratspräsidentschaft saß er der Arbeitsgruppe des Rates vor, die sich mit den Säulen 2 und 3 des Ansatzes beschäftigte. 2009 übernahm er den hauptamtlichen Vorsitz des Ausschusses der Europäischen Aufsichtsbehörden für das Versicherungswesen und die betriebliche Altersversorgung (CEIOPS) und wurde in der Folge, als der Ausschuss im Januar 2011 durch eine Behörde ersetzt wurde, zum ersten Vorsitzenden der Aufsichtsbehörde gewählt. 2015 wurde er vom Europäischen Parlament für eine zweite Amtszeit, beginnend am 1. März 2016, bestätigt. Seine Amtszeit beträgt erneut fünf Jahre. Bis zum 28. Februar 2021 saß er der Behörde vor, ehe er interimistisch bis zur Bestimmung eines Nachfolgers die Leitung an seinen Stellvertreter Peter Braumüller übergab.